# Mamairauá
Mamirauá reservat för hållbar utveckling är ett 22 000 km² stort naturreservat nära byn Boca do Mamirauá. Det består till större delen av översvämmad Amazonasskog. Reservatet ligger i delstaten Amazonas  i Brasilien, nära staden Tefé.
Mamirauá är uppsatt på Ramsarlistan, som ett våtmarksområde med globalt värde. Man har föreslagit att reservatet i framtiden ska utgöra en del av ett framtida biosfärområde i Amazonas. Idag ingår området dock i en av de ekologiska korridorer som ska skapas genom programmet PPG-7 för skyddandet av Brasiliens tropiska skogar.
Reservatet är den brasilianske vetenskapsmannen José Márcio Corrêa Ayres livsverk och ingår sedan 2003 i världsarvet Centralamazonas.